# Eugaster rungsi
Eugaster rungsi är en insektsart som beskrevs av Bleton 1942. Eugaster rungsi ingår i släktet Eugaster och familjen vårtbitare. Inga underarter finns listade i Catalogue of Life.